# Battersea Railway Bridge
Battersea Railway Bridge je železniční obloukový most spojující Battersea v londýnské čtvrti Wandsworth a Chelsea v části Kensington and Chelsea.
Most je součástí linky West London Line systému London Overground. V její dopravní síti se nachází mezi stanicemi Imperial Wharf a Clapham Junction. Hlavními inženýry mostu byli William Baker a T. H. Bertram. Stavba byla otevřena 2. března 1863, ve stejný rok, jako londýnské metro.
Most byl zbudován společností Brassey and Ogilvie a původně sloužil jako součást železniční tratě West London Extension Railway. Jeho vybudování stálo 104 tisíc liber. Celková délka mostu je 387 m a část nad Temží má délku 215 m. Hlavní část tvoří 5 úhlových rozpětí s délkou 43,9 m. K hlavní části je z obou stran Temže připojeno 6 cihlových oblouků. Výška mostu nad Temží je 12,1 m.
V letech 1969 a 1992 byla mostní konstrukce zesilována. V roce 2004 byl most opravován.